# Eduardo Vilches Araneda
Eduardo Alberto Vilches Araneda (n. Concepción, Chile, 4 de abril de 1990) es un futbolista chileno. Juega como volante y su equipo actual es Fernández Vial de la Segunda División Profesional de Chile.

## Clubes
| Club                      | País  | Año       |
| ------------------------- | ----- | --------- |
| Huachipato                | Chile | 2009      |
| Deportes Temuco           | Chile | 2010      |
| Unión Santa María         | Chile | 2011      |
| Iberia                    | Chile | 2012      |
| Universidad de Concepción | Chile | 2013-2014 |
| Naval                     | Chile | 2015-2016 |
| Ñublense                  | Chile | 2016-2018 |
| San Marcos de Arica       | Chile | 2019-2021 |
| Deportes Puerto Montt     | Chile | 2021      |
| Rangers                   | Chile | 2022      |
| Deportes Concepción       | Chile | 2023      |
| Deportes Santa Cruz       | Chile | 2023      |
| Fernández Vial            | Chile | 2024-Act. |

## Palmarés
| Título           | Club                      | País  | Año    |
| ---------------- | ------------------------- | ----- | ------ |
| Segunda División | Iberia                    | Chile | 2012   |
| Primera B        | Universidad de Concepción | Chile | 2013-T |